# Hohe Berg (Sulzbach)
Der Hohe Berg ist ein 215 m hoher Berg im Spessart bei Sulzbach am Main im bayerischen Landkreis Miltenberg.

## Beschreibung
Der Hohe Berg liegt südöstlich von Sulzbach am Main. Im Norden wird er durch das Tal des Sulzbaches begrenzt. Östlich trennt ihn der Triebgraben vom Langebuchenberg (229 m). Abgesehen von seiner Westseite ist der Hohe Berg überall bewaldet (Hutmanswald). Im Westen fallen seine Hänge zum Main hin ab. An der Waldkapelle oberhalb der Wiesen und Felder hat man einen weiten Blick über das Maintal.
Über den Hohen Berg führt der Fränkische Marienweg.